# Hipparchia polydorus
Hipparchia polydorus är en fjärilsart som beskrevs av Hermann Stauder 1921. Hipparchia polydorus ingår i släktet Hipparchia och familjen praktfjärilar. Inga underarter finns listade i Catalogue of Life.